# Claus-Dieter Schacht

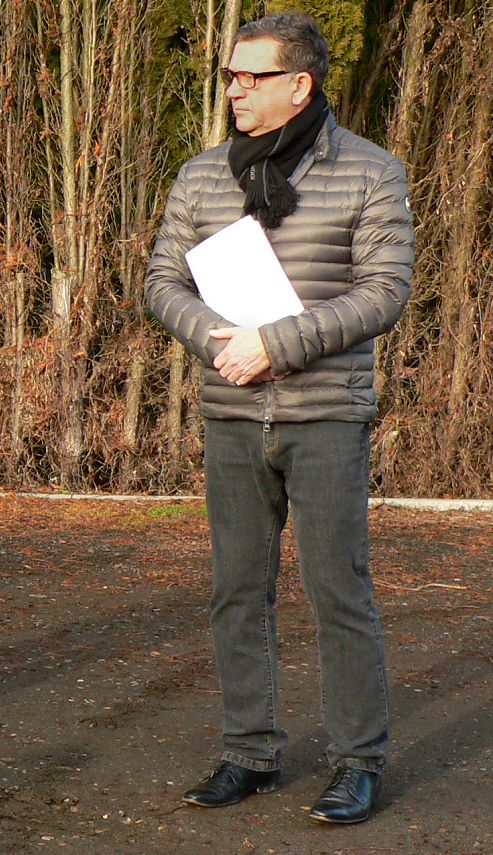
Claus-Dieter Schacht, 2017

Claus-Dieter Schacht (auch: Claus-Dieter Schacht-Gaida; * 1955 in Hannover) ist ein deutscher Kommunalpolitiker (SPD) und Verwaltungs-Funktionär. Von 1997 bis Oktober 2021 war er Bürgermeister der Stadt Hemmingen in Niedersachsen.

## Leben
Claus-Dieter Schacht absolvierte eine Ausbildung als Schriftsetzer, um über den Zweiten Bildungsweg die Fächer Wirtschaftswissenschaften, Politik und Geschichte zu studieren. Er schloss im Jahr 1990 im Fach Politikwissenschaften mit dem Magister artium (M.A.) ab.
In der Folge arbeitete Schacht als wissenschaftlicher Mitarbeiter der SPD-Ratsfraktion Hannover mit dem Schwerpunkt Sozial- und Jugendpolitik. Er war unter anderem Büroleiter für den Oberstadtdirektor und für den Oberbürgermeister von Hannover.
Später übernahm Schacht die Aufgaben eines Fachlehrers am Niedersächsischen Studieninstitut (NSI) und der Fachhochschule für Verwaltung.
Im Jahr 1994 zog Schacht nach Hemmingen-Westerfeld und wurde nach den Kommunalwahlen zum 15. Dezember 1997 erstmals zum Bürgermeister der Stadt Hemmingen gewählt. Nach zwei Wiederwahlen wurde er 2014 mit 67,6 Prozent der Stimmen erneut wiedergewählt.
Claus-Dieter Schacht ist Mitglied des Ausschusses für Jugend, Soziales und Gesundheit beim Deutschen Städte- und Gemeindebund. Schacht ist  Vorstandsvorsitzender des NSI, einer Bildungseinrichtung der niedersächsischen Kommunen.
In Hemmingen ist Schacht Mitglied zahlreicher Vereine, unter anderem als Vorstand der Musikschule Hemmingen, Fördermitglied in der Freiwilligen Feuerwehr Hemmingen-Westerfeld und als Mitglied im Kapellenverein Arnum, im Verein Nachbarn helfen Nachbarn, im SC Hemmingen-Westerfeld, in der Schützengesellschaft Hemmingen 1912 sowie dem Förderverein der Carl-Friedrich-Gauß-Schule Hemmingen.
Claus-Dieter Schacht-Gaida ist verheiratet und Vater zweier Töchter.

## Veröffentlichungen
- Gaswerk und Gaswerksbelegschaft in Hannover von der Gründung der Städtischen Betriebswerke 1922 bis zur Stillegung der Eigengasproduktion im Gaswerk Glocksee 1930. In: Michael Buckmiller u. a. (Hrsg.): Arbeiterbewegung und Betrieb : Beiträge zu einer anderen Geschichte Hannovers; für Christian Riechers (1936–1993). Vorwort von Jürgen Seifert. Offizin, Hannover 1996, ISBN 978-3-930345-03-8
- Lust und Frust einer aktiven Bürgerbeteiligung – Praxisbeispiele aus der Stadt Hemmingen, in: Jan Seybold: 6. Niedersächsischer Kommunalrechtskongress: Tagungsband. Hrsg. NSI, Kommunale Hochschule für Verwaltung in Niedersachsen, Maximilian Verlag, Hamburg 2017, ISBN 978-3-7869-1104-3, S. 35–46